# Indianerna (film)
Indianerna (originaltitel: Cheyenne Autumn) är en amerikansk westernfilm från 1964 i regi av John Ford, med en stor ensemble av skådespelare, bland andra Richard Widmark, James Stewart och Gilbert Roland.

## Handling
1878 leder indianhövdingarna Little Wolf (Ricardo Montalban) och Dull Knife (Gilbert Roland) över trehundra hungrande och svaga Cheyenne-indianer från sitt reservat i Oklahoma till sitt riktiga hem i Wyoming. Den amerikanska staten ser detta som ett försök till uppror och den sympatiska kaptenen Thomas Archer (Richard Widmark) tvingas leda sina trupper i ett försök att stoppa indianerna. När pressen rapporterar felaktigt om att indianerna och deras färd görs för att genomföra hemskheter tvingas inrikesministern Carl Schurz (Edward G. Robinson) att ingripa för att undvika våldsamheter mellan indianerna och den amerikanska armén.

## Utmärkelser
Filmen vann en Oscar för bästa foto och en Golden Globe-nominering för bästa biroll: Gilbert Roland.

## Rollista i urval
- Richard Widmark – Captain Thomas Archer
- Carroll Baker – Deborah Wright
- James Stewart – Wyatt Earp
- Edward G. Robinson – Carl Schurz
- Karl Malden – Captain Oscar Wessels
- Sal Mineo – Red Shirt
- Dolores del Río – Spanish Woman
- Ricardo Montalbán – Little Wolf
- Gilbert Roland – Dull Knife
- Arthur Kennedy – Doc Holliday
- Patrick Wayne – Second Lieutenant Scott
- Elizabeth Allen – Guinevere Plantagenet
- John Carradine – Major Jeff Blair
- Victor Jory – Tall Tree
- Mike Mazurki – 1st Sergeant Stanislaus Wichowsky
- George O'Brien – Major Braden
- Sean McClory – Dr. O'Carberry
- Judson Pratt – Mayor Dog Kelly
- Ken Curtis – Joe